# Mlačište
Mlačište (en serbe cyrillique : Млачиште) est un village de Serbie situé dans la municipalité de Crna Trava, district de Jablanica. Au recensement de 2011, il comptait 20 habitants.

## Démographie
| 1948 | 1953 | 1961 | 1971 | 1981 | 1991 | 2002 | 2011 |
| ---- | ---- | ---- | ---- | ---- | ---- | ---- | ---- |
| 474  | 486  | 377  | 234  | 118  | 57   | 29   | 20   |

|  |